# HD24712
HD24712 — хімічно пекулярна зоря спектрального класу A9, що має видиму зоряну величину в смузі V приблизно  6,0.
Вона  розташована на відстані близько 159,8 світлових років від Сонця.

## Фізичні характеристики
Зоря HD24712 обертається 
порівняно повільно 
навколо своєї осі. Проєкція її екваторіальної швидкості на промінь зору становить  Vsin(i)= 18км/сек.
Телескоп Гіппаркос зареєстрував фотометричну змінність  даної зорі з періодом   12,46 доби в межах від  Hmin= 6,11 до  Hmax= 6,07.

## Пекулярний хімічний вміст
Зоряна атмосфера HD24712 має підвищений вміст 
Cr
.

## Магнітне поле
Спектр даної зорі вказує на наявність магнітного поля у її зоряній атмосфері.
Напруженість повздовжної компоненти поля оціненої з аналізу
становить  802,6± 171,2 Гаус.